# داون ستيرن
داون ستيرن (بالإنجليزية: Dawn Stern)‏ هي عارضة وممثلة أمريكية، ولدت في 1966 في قاعدة عسكرية.

## وصلات خارجية
- داون ستيرن على موقع IMDb (الإنجليزية)
- داون ستيرن على موقع قاعدة بيانات الفيلم (الإنجليزية)